# Ремеделло (культура)

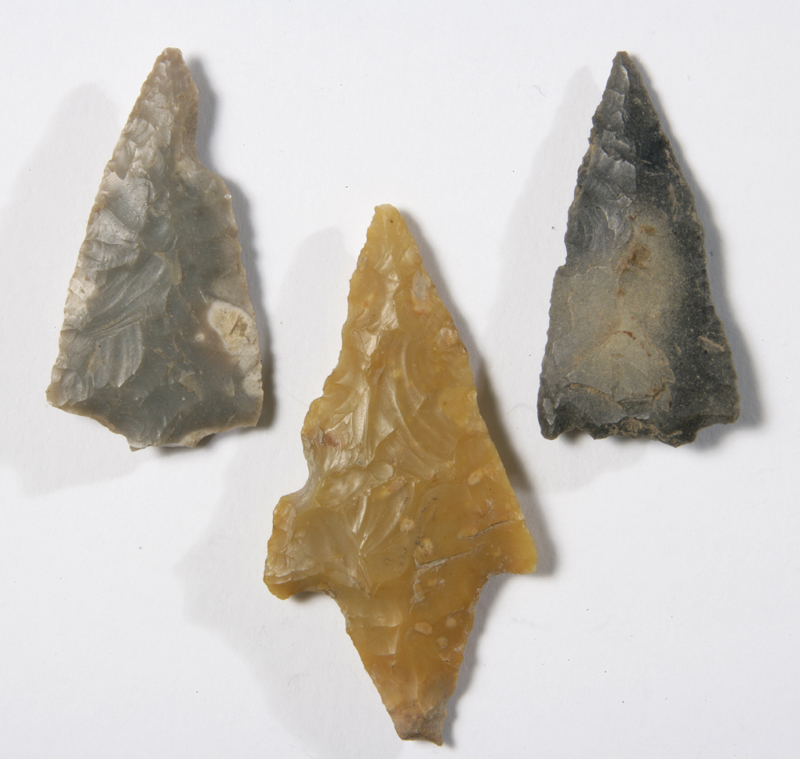
Наконечники культури Ремеделло

Культура Ремеделло — археологічна культура епохи енеоліту, що існувала на території Італії в III тисячолітті до н. е. в Паданській долині. Пов'язана походженням з Вучедольською культурою. Є схожість з північнішими культурами — Альтгайм і Пфін.
Назва походить від знахідок у комуні Ремеделло, де було виявлено некрополь із похованнями в основному мідної доби, проте деякі могили можна віднести до пізнішого часу — бронзової й навіть залізної доби.
Характерним для даної культури було виробництво предметів із кременю (кинджали, списи, наконечники стріл) винятково гарної обробки, а також зі шліфованого каменю, арсенової бронзи (сплаву міді з миш'яком) і срібла (зброя, шпильки, пекторалі, браслети). Декоративні елементи багатьох виробів, можливо, мають східне походження. Як правило, всі зазначені предмети були знайдені в складі похоронного спорядження в індивідуальних похованнях. Технологія металообробки культури Ремеделло пізніше поширилася далі, на узбережжі Каталонії-Руссильона і до Артенакської культури.
Мідні кинджали культури Ремеделло були престижними об'єктами свого часу. Вони часто зображуються на пам'ятниках сусідніх регіонів, зокрема, в наскельних гравюрах долини Валькамоніка.
Поховання мідної доби представлені трупопокладенням, голова яких обернена на північний захід.
Чоловічий набір було представлено стрілами, кам'яними кинджалами й полірованими кам'яними сокирами, у могилах мало сокир і кинджалів або прикрас із міді.
У жіночих похованнях трапляється керамічний посуд або (в окремих випадках) прикраси. Могили дітей містять прості набори з кременю.

## Палеогенетика
При дослідженні викопної ДНК у представників культури Ремеделло були виявлені Y-хромосомні гаплогрупи I2 і I2a і мітохондріальні гаплогрупи J1c1b, H2a, X2c1
. 
Зразки RISE486 (2136-1771 рр. до Р.Х.), RISE487 (3485-3103 рр. до Р.Х.), RISE489 (2909-2576 рр. до Р.Х.) вважаються родичами 2-3-го ступеня спорідненості 
.

## Хронологія
ДеМарініс виділяє кілька етапів у розвитку культури:
- Ремеделло I — 3400-2900 рр до н. е. — мідні кинджали, пов'язані з культурами на північ від Альп (особливо Альтгайм, Пфін).
- Ремеделло II — 2900–2400 рр до н. е. — трикутні кинджали, кераміка з метоповим орнаментом, що нагадує орнамент фонбуісської культури в Лангедоці (2800-2200 рр до Р.Х.).
- Ремеделло III — 2400–2150 рр до н. е. — стадія дзвоноподібних кубків.